# Ayumu Matsumoto
Ayumu Matsumoto (松本 歩夢 Matsumoto Ayumu?), född 28 april 1998 i Osaka prefektur, är en japansk fotbollsspelare.
Matsumoto började sin karriär 2016 i Gamba Osaka. Han spelar sedan 2021 i FC Gifu.